# Leichtathletik-Juniorenafrikameisterschaften 2017
Die 13. Leichtathletik-Juniorenafrikameisterschaften fanden vom 26 Juni. bis 2. Juli 2017 im Stade Lalla Setti im algerischen Tlemcen statt.

## Resultate

### Männer

#### 100 m
| Platz | Athlet                 | Land | Zeit (s) |
| ----- | ---------------------- | ---- | -------- |
| 1     | Thembo Monareng        | RSA  | 10,41    |
| 2     | Tinotenda Matiyenga    | ZIM  | 10,50    |
| 3     | Sharry Dodin           | SEY  | 10,58    |
| 4     | Aobakwe Malau          | BOT  | 10,62    |
| 5     | Mohamed Mahdi Zekraoui | ALG  | 10,62    |
| 6     | Moffat Ngari Wanjiru   | KEN  | 10,70    |
| 7     | Mamadou Fall Sarr      | SEN  | 10,72    |
| 8     | Thabiso Sekgopi        | BOT  | 10,76    |

Finale: 30. Juni
Wind: +2,8 m/s

#### 200 m
| Platz | Athlet                 | Land | Zeit (s) |
| ----- | ---------------------- | ---- | -------- |
| 1     | Clarence Munyai        | RSA  | 20,22 CR |
| 2     | Kundai Maguranyanga    | ZIM  | 21,11    |
| 3     | Tinotenda Matiyenga    | ZIM  | 21,14    |
| 4     | Aobakwe Malau          | BOT  | 21,43    |
| 5     | Mohamed Mahdi Zekraoui | ALG  | 21,48    |
| 6     | Thabiso Sekgopi        | BOT  | 21,49    |
| 7     | Henok Birhanu Kasa     | ETH  | 21,59    |
| 8     | Moffat Ngari Wanjiru   | KEN  | 21,62    |

Finale: 2. Juli
Wind: +1,1 m/s

#### 400 m
| Platz | Athlet          | Land | Zeit (s) |
| ----- | --------------- | ---- | -------- |
| 1     | Wogen Tucho     | ETH  | 47,65    |
| 2     | Tumo Nkape      | BOT  | 47,83    |
| 3     | Ephrem Mekonnen | ETH  | 48,87    |
| 4     | Onneile Phokedi | BOT  | 49,49    |
| 5     | Aouar el-Oufi   | MAR  | 49,50    |
| 6     | Alaeddine Kebsi | TUN  | 49,84    |
| 7     | Stephano Bibi   | SEY  | 49,85    |
|       | Giant Motswedi  | BOT  | DNS      |

Finale: 30. Juni

#### 800 m
| Platz | Athlet            | Land | Zeit (min) |
| ----- | ----------------- | ---- | ---------- |
| 1     | Solomon Lekuta    | KEN  | 1:48,04    |
| 2     | Teddese Lemi      | ETH  | 1:48,76    |
| 3     | Adisu Girma       | ETH  | 1:49,15    |
| 4     | Tshepiso Masalela | BOT  | 1:50,73    |
| 5     | Oussama Cherrad   | ALG  | 1:51,31    |
| 6     | Iskander Jhinaoui | TUN  | 1:51,41    |
| 7     | Edrissa Marong    | GAM  | 1:51,51    |
| 8     | Amanuel Ghirmay   | ERI  | 1:59,86    |

Finale: 2. Juli

#### 1500 m
| Platz | Athlet                   | Land | Zeit (min) |
| ----- | ------------------------ | ---- | ---------- |
| 1     | Welde Tufa               | ETH  | 3:44,39    |
| 2     | Boaz Kiprugut            | KEN  | 3:44,78    |
| 3     | Weretaw Esthete          | ETH  | 3:45,56    |
| 4     | Hicham Akankam           | MAR  | 3:46,13    |
| 5     | Daniel Weldetnsae        | ERI  | 3:52,91    |
| 6     | Ali Kaddechi             | TUN  | 3:54,36    |
| 7     | Abdour Mahamoud Houssein | DJI  | 3:55,35    |
| 8     | Hamzi Ahmed Abdillahi    | DJI  | 3:57,91    |

30. Juni

#### 5000 m
| Platz | Athlet                | Land | Zeit (min) |
| ----- | --------------------- | ---- | ---------- |
| 1     | Selemon Barega        | ETH  | 13:51,43   |
| 2     | Tesfahun Aklnew       | ETH  | 13:52,91   |
| 3     | Nicholas Kimeli       | KEN  | 13:54,24   |
| 4     | Gizachew Hailu Negasa | ETH  | 14:10,20   |
| 5     | Kokob Ghebru          | ERI  | 14:38,40   |
| 6     | Mouhcine Outalha      | MAR  | 14:44,28   |
| 7     | Mohamed el-Machtoub   | MAR  | 14:58,18   |
| 8     | Given Titus Kwemoi    | UGA  | 15:07,88   |

2. Juli

#### 10.000 m
| Platz | Athlet                 | Land | Zeit (min) |
| ----- | ---------------------- | ---- | ---------- |
| 1     | Nicholas Kimeli        | KEN  | 29:52,15   |
| 2     | Gizachew Hailu         | ETH  | 29:52,20   |
| 3     | Taddesse Tesfahu       | ETH  | 30:13,95   |
| 4     | Fouad Aboud            | ALG  | 31:40,24   |
| 5     | Kagiso Kebatshawaretse | BOT  | 31:43,74   |
| 6     | Abdessalam Sahraoui    | ALG  | 31:45,67   |

29. Juni

#### 10.000 m Gehen
| Platz | Athlet            | Land | Zeit (min) |
| ----- | ----------------- | ---- | ---------- |
| 1     | Yonanis Algaw     | ETH  | 44:43,47   |
| 2     | Bahaeddine Gatri  | TUN  | 44:43,47   |
| 3     | Saïd Touche       | ALG  | 45:37,41   |
| 4     | Billal Djafri     | ALG  | 46:13,26   |
| 5     | Ayoub Zaroual     | MAR  | 46:29,63   |
| 6     | Othman Chibani    | ALG  | 48:40,08   |
|       | Birara Alem Cheko | ETH  | DSQ        |

30. Juni

#### 110 m Hürden (99 cm)
| Platz | Athlet               | Land | Zeit (s) |
| ----- | -------------------- | ---- | -------- |
| 1     | Mpho Tladi           | RSA  | 13,78    |
| 2     | Louis François Mendy | SEN  | 14,24    |
| 3     | Ibrahim Jemal        | ETH  | 14,27    |
| 4     | Panashe Majuru       | ZIM  | 14,35    |
| 5     | Amenallah Ben Rhouma | TUN  | 14,38    |
| 6     | Mooketsi Montshiwa   | BOT  | 14,98    |
| 7     | Tapiwanashe Warara   | ZIM  | 15,75    |
|       | Michel Evenor        | SEY  | DNS      |

Finale: 2. Juli
Wind: +2,4 m/s

#### 400 m Hürden
| Platz | Athlet                | Land | Zeit (s) |
| ----- | --------------------- | ---- | -------- |
| 1     | Merid Alemu           | ETH  | 53,51    |
| 2     | Oussama Hammi         | MAR  | 54,50    |
| 3     | Mooketsi Montshiwa    | BOT  | 55,03    |
| 4     | Bryan Police          | MRI  | 55,54    |
| 5     | Charef Eddine Mimoune | ALG  | 55,97    |
| 6     | Edson Mussacate       | MOZ  | 56,06    |
| 7     | Yasir Abuh            | SUD  | 62,44    |

30. Juni

#### 3000 m Hindernis
| Platz | Athlet                 | Land | Zeit (min) |
| ----- | ---------------------- | ---- | ---------- |
| 1     | Takele Nigate          | ETH  | 8:31,36    |
| 2     | Tesfaye Deriba         | ETH  | 8:33,67    |
| 3     | Nickson Kiplagat       | KEN  | 8:42,15    |
| 4     | Abdelkarim Ben Zahra   | MAR  | 8:43,19    |
| 5     | Hamdi Ayouni           | TUN  | 9:39,42    |
| 6     | Oussama Bentouti       | ALG  | 9:54,93    |
|       | Abdeldjalil Khennoussi | ALG  | DNF        |

29. Juni

#### 4 × 100 m Staffel
| Platz   | Land                                                            | Athleten                                                                    | Zeit (s) |
| ------- | --------------------------------------------------------------- | --------------------------------------------------------------------------- | -------- |
| 1       | Simbabwe                                                        | Dickson Kapandura Tinotenda Matiyenga Donovan Mutariswa Kundai Maguranyanga | 40,64    |
| 2       | Gambia                                                          | Ansumana Bojang Momodou Sey Sengan Jobe Sulayman Touray                     | 41,07    |
| 3       | Algerien                                                        | Mohamed Mahdi Zekraoui Islam Boukhatem Islam Zaoui Mehdi Ani Nait Abdelaziz | 41,34    |
| 4       | Botswana                                                        | Thusu Machara Thabiso Sekgopi Gaone Rakwatla Aobakwe Malau                  | 42,15    |
|         | Senegal                                                         | Gaoussou Faty Mamadou Fall Sarr Lamine Diallo Louis François Mendy          | DNF      |
| Marokko | Mouhcine Khoua Aymane Bouriga Abdelouahed Bouhila Aouar el-Oufi | DSQ                                                                         |          |

1. Juli

#### 4 × 400 m Staffel
| Platz | Land      | Athleten                                                                | Zeit (min) |
| ----- | --------- | ----------------------------------------------------------------------- | ---------- |
| 1     | Äthiopien | Ephrem Mekonnen Wogen Tucho Ashanafi Debele Abdurehman Abdo             | 3:11,89    |
| 2     | Botswana  | Lee Eppie Tshepiso Masalela Onneile Phokedi Tumo Nkape                  | 3:16,64    |
| 3     | Marokko   | Hamimi Ossama Hicham Akankam Anouar el-Aoufi Achraf el-Maliky           | 3:18,08    |
| 4     | Gambia    | Sulayman Touray Edrissa Marong Ansumana Bojang Tony Sylva               | 3:18,14    |
| 5     | Algerien  | Abdendur Bendjemaa Abdelatif Bouguerra Abdelaziz Kaodouri Slimane Moula | 3:20,04    |
| 6     | Senegal   | Mamadou Fall Sarr Gaoussou Faty Louis François Mendy Lamine Diallo      | 3:22,34    |

2. Juli

#### Hochsprung
| Platz | Athlet            | Land | Höhe (m) |
| ----- | ----------------- | ---- | -------- |
| 1     | Fadi Chehab       | TUN  | 2,00     |
| 2     | Aobakwe Nkobela   | BOT  | 1,90     |
| 3     | David Deng        | ETH  | 1,90     |
| 4     | Abdelghani Tebani | ALG  | 1,90     |

2. Juli

#### Stabhochsprung
| Platz | Athlet            | Land | Höhe (m) |
| ----- | ----------------- | ---- | -------- |
| 1     | Reda Boudechiche  | ALG  | 4,30     |
| 2     | Youcef Oucheni    | ALG  | 4,00     |
| 3     | Abdelrahman Sassi | TUN  | 3,20     |

1. Juli

#### Weitsprung
| Platz | Athlet              | Land | Weite (m) |
| ----- | ------------------- | ---- | --------- |
| 1     | Soufiane Zakour     | MAR  | 7,36      |
| 2     | Mouhcine Khoua      | MAR  | 7,33      |
| 3     | Aaron Pedro         | RSA  | 7,10      |
| 4     | Abdelouahed Bouhila | MAR  | 7,05      |
| 5     | Birhanu Mosisa Fire | ETH  | 7,01      |
| 6     | Chengetayi Mapaya   | ZIM  | 6,98      |
| 7     | Adir Gur Ochalla    | ETH  | 6,88      |
| 8     | Khaled Sawadogo     | BFA  | 6,64      |

29. Juni

#### Dreisprung
| Platz | Athlet              | Land | Weite (m) |
| ----- | ------------------- | ---- | --------- |
| 1     | Chengetayi Mapaya   | ZIM  | 16,30 CR  |
| 2     | Adir Gur            | ETH  | 15,65     |
| 3     | Soufiane Zakour     | MAR  | 15,13     |
| 4     | Alexandre Gentil    | MRI  | 15,00     |
| 5     | Terry Berger        | MRI  | 14,98     |
| 6     | Birhanu Mosisa Fire | ETH  | 14,66     |
| 7     | Khaled Sawadogo     | BFA  | 14,59     |
| 8     | Najeh Adem          | TUN  | 14,29     |

1. Juli

#### Kugelstoßen
| Platz | Athlet            | Land | Weite (m) |
| ----- | ----------------- | ---- | --------- |
| 1     | Kyle Blignaut     | RSA  | 20,08     |
| 2     | Patrick Duvenage  | RSA  | 18,31     |
| 3     | Zegye Moga        | ETH  | 17,02     |
| 4     | Mohamed Chachi    | MAR  | 16,94     |
| 5     | Akrem Sassi       | TUN  | 15,09     |
| 6     | Ali Abassi        | ALG  | 14,05     |
| 7     | Nicholas Schmolke | ZIM  | 10,48     |

30. Juni

#### Diskuswurf
| Platz | Athlet             | Land | Weite (m) |
| ----- | ------------------ | ---- | --------- |
| 1     | Patrick Duvenage   | RSA  | 59,46     |
| 2     | Werner Visser      | RSA  | 58,70     |
| 3     | Mohamed Chachi     | MAR  | 50,61     |
| 4     | Akrem Sassi        | TUN  | 48,57     |
| 5     | Ali Abassi         | ALG  | 47,04     |
| 6     | Oussama Khennoussi | ALG  | 40,62     |
| 7     | Rufero Chikwaira   | ZIM  | 31,76     |

29. Juni

#### Hammerwurf
| Platz | Athlet          | Land | Weite (m) |
| ----- | --------------- | ---- | --------- |
| 1     | Carel Haasbroek | RSA  | 68,91     |
| 2     | Sid Ali Aboudi  | ALG  | 59,65     |
| 3     | Oualid Araba    | MAR  | 56,53     |

1. Juli

#### Speerwurf
| Platz | Athlet            | Land | Weite (m) |
| ----- | ----------------- | ---- | --------- |
| 1     | Werner Dames      | RSA  | 72,75     |
| 2     | Hernu van Vuuren  | RSA  | 72,74     |
| 3     | Kereyu Gulala     | ETH  | 68,49     |
| 4     | Yassine Khalfaoui | TUN  | 57,45     |
| 5     | James Mutenje     | ZIM  | 53,56     |
| 6     | Zakaria Kobbi     | MAR  | 52,37     |
| 7     | Nicholas Schmolke | ZIM  | 46,18     |

2. Juli

#### Zehnkampf
| Platz | Athlet        | Land | Punkte |
| ----- | ------------- | ---- | ------ |
| 1     | Tarek Rahmani | TUN  | 5770   |
| 2     | Wassim Seksaf | ALG  | 5709   |
| 3     | Hakim Mekerri | ALG  | 5129   |

29./30. Juni

### Mädchen

#### 100 m
| Platz | Athletin                | Land | Zeit (s) |
| ----- | ----------------------- | ---- | -------- |
| 1     | Mgbemena Kelechi Cabri  | ZIM  | 12,08    |
| 2     | Severine Moutia         | MRI  | 12,44    |
| 3     | Abissie Kebede          | ETH  | 12,45    |
| 4     | Menana Djihene Benselka | ALG  | 12,64    |
| 5     | Naila Ismail            | SUD  | 12,81    |
| 6     | Masciline Watama        | ZIM  | 12,90    |

30. Juni
Wind: +0,9 m/s

#### 200 m
| Platz | Athletin               | Land | Zeit (s) |
| ----- | ---------------------- | ---- | -------- |
| 1     | Ola Buwaro             | GAM  | 24,60    |
| 2     | Tsige Duguma           | ETH  | 24,71    |
| 3     | Mgbemena Kelechi Cabri | ZIM  | 24,71    |
| 4     | Haddy Kujabi           | GAM  | 25,11    |
| 5     | Séverine Moutia        | MRI  | 25,19    |
| 6     | Fatou Sanneh           | GAM  | 25,51    |
| 7     | Naila Ismail           | SUD  | 25,99    |
| 8     | Safa Abdelkarim        | SUD  | 26,16    |

Finale: 2. Juli
Wind: +0,5 m/s

#### 400 m
| Platz | Athletin             | Land | Zeit (s) |
| ----- | -------------------- | ---- | -------- |
| 1     | Frehiywot Wondie     | ETH  | 54,43    |
| 2     | Mahilet Fikre        | ETH  | 55,45    |
| 3     | Nomatter Kafudzaruma | ZIM  | 56,88    |
| 4     | Ndeye Binta Mane     | SEN  | 61,58    |

30. Juni

#### 800 m
| Platz | Athletin            | Land | Zeit (min) |
| ----- | ------------------- | ---- | ---------- |
| 1     | Tigist Ketema       | ETH  | 2:05,85    |
| 2     | Josephine Chelangat | KEN  | 2:06,48    |
| 3     | Khadidja Benkacem   | MAR  | 2:08,26    |
| 4     | Faten Laribi        | ALG  | 2:08,71    |
| 5     | Dink Firdesa Dufera | ETH  | 2:11,10    |
| 6     | Sarra Houaouti      | ALG  | 2:14,56    |
| 7     | Amina Dahmani       | ALG  | 2:15,76    |

30. Juni

#### 1500 m
| Platz | Athletin          | Land | Zeit (min) |
| ----- | ----------------- | ---- | ---------- |
| 1     | Joyline Cherotich | KEN  | 4:30,57    |
| 2     | Fantu Worku       | ETH  | 4:30,76    |
| 3     | Alemaz Samuel     | ETH  | 4:31,59    |
| 4     | Imane el-Bouhali  | MAR  | 4:39,70    |
| 5     | Semira Mebrahtu   | ERI  | 4:41,39    |
| 6     | Beatha Nishimwe   | RWA  | 4:42,58    |
| 7     | Hela Hamdi        | TUN  | 4:44,88    |
| 8     | Sarra Houaouti    | ALG  | 4:46,73    |

17. April

#### 3000 m
| Platz | Athletin          | Land | Zeit (min) |
| ----- | ----------------- | ---- | ---------- |
| 1     | Joyline Cherotich | KEN  | 09:27,11   |
| 2     | Sandra Chebet     | KEN  | 09:27,59   |
| 3     | Meselu Berhe      | ETH  | 09:28,10   |
| 4     | Fancy Cherono     | KEN  | 09:38,16   |

29. Juni

#### 5000 m
| Platz | Athletin               | Land | Zeit (min) |
| ----- | ---------------------- | ---- | ---------- |
| 1     | Meskerem Mamo          | ETH  | 15:37,13   |
| 2     | Sandra Chebet          | KEN  | 15:41,64   |
| 3     | Kalkidan Fentie        | ETH  | 15:49,63   |
| 4     | Meselu Berhe Kahsay    | ETH  | 16:19,36   |
| 5     | Jeannette Uwambajimana | RWA  | 17:23,38   |

1. Juli

#### 10.000 m Gehen
| Platz | Athlet              | Land | Zeit (min) |
| ----- | ------------------- | ---- | ---------- |
| 1     | Ayalnesh Dejene     | ETH  | 52:14,73   |
| 2     | Yehualeye Beletew   | ETH  | 52:15,14   |
| 3     | Souhila Azzi        | ALG  | 53:49,98   |
| 4     | Souad Azzi          | ALG  | 54:13,12   |
| 5     | Meriem Amel Zoubiri | ALG  | 59:06,79   |
| 6     | Soukaina Bouaoud    | MAR  | 63:18,08   |

2. Juli

#### 100 m Hürden
| Platz | Athletin           | Land | Zeit (s) |
| ----- | ------------------ | ---- | -------- |
| 1     | Taylon Bieldt      | RSA  | 13,82    |
| 2     | Asmaa Baya Araibia | ALG  | 13,98    |
| 3     | Gebeyanesh Gedecha | ETH  | 15,03 PB |
|       | Mounia Bellahsene  | ALG  | DNF      |
|       | Chaima Ouanis      | ALG  | DNF      |

30. Juni

#### 400 m Hürden
| Platz | Athletin          | Land | Zeit (s) |
| ----- | ----------------- | ---- | -------- |
| 1     | Sara el-Hachimi   | MAR  | 60,62    |
| 2     | Deme Abu          | ETH  | 61,18    |
| 3     | Chaima Ouanis     | ALG  | 63,16    |
| 4     | Fatoumata Koala   | BFA  | 64,03    |
| 5     | Rumbidzai Kavanda | ZIM  | 64,85    |
| 6     | Yvette Motsi      | ZIM  | 78,37    |

2. Juli

#### 3000 m Hindernis
| Platz | Athletin      | Land | Zeit (min) |
| ----- | ------------- | ---- | ---------- |
| 1     | Mekides Abebe | ETH  | 10:11,80   |
| 2     | Maritu Ketema | ETH  | 10:12,83   |

1. Juli

#### 4 × 100 m Staffel
| Platz | Land     | Athleten                                                               | Zeit (s) |
| ----- | -------- | ---------------------------------------------------------------------- | -------- |
| 1     | Algerien | Menana Djihene Benselka Asmaa Baya Araibia Abdelaziz Ait Chaima Ouanis | 48,44    |
| 2     | Simbabwe | Alice Agostino Gabri Mgbemena Kudzai Violet Nyachiya Masciline Watama  | 51,19    |

1. Juli

#### 4 × 400 m Staffel
| Platz | Land      | Athleten                                                    | Zeit (min) |
| ----- | --------- | ----------------------------------------------------------- | ---------- |
| 1     | Äthiopien | Mahilet Fikre Shimbira Niguse Zinash Hunde Frehiywot Wondie | 3:48,19    |
| 2     | Algerien  | Marjoa Kahli Chaima Ouanis Manel Bendaska Faten Laribi      | 4:03,09    |

2. Juli

#### Hochsprung
| Platz | Athletin               | Land | Höhe (m) |
| ----- | ---------------------- | ---- | -------- |
| 1     | Yvonne Robson          | RSA  | 1,74     |
| 2     | Fatima Zahra el-Alaoui | MAR  | 1,68     |
| 3     | Khadidja Manel Ameur   | ALG  | 1,65     |
| 4     | Widad Yesli            | ALG  | 1,60     |
| 5     | Natasha Chetty         | SEY  | 1,55     |

30. Juni

#### Stabhochsprung
| Platz | Athletin            | Land | Höhe (m) |
| ----- | ------------------- | ---- | -------- |
| 1     | May Massika Mezioud | ALG  | 2,80     |
| 2     | Hassiba Kasmi       | ALG  | 2,60     |
|       | Souleyma Ghannay    | TUN  | NM       |

29. Juni

#### Weitsprung
| Platz | Athletin           | Land | Weite (m) |
| ----- | ------------------ | ---- | --------- |
| 1     | Asmaa Baya Araibia | ALG  | 6,02      |
| 2     | Zineb Ajalal       | MAR  | 5,68      |
| 3     | Fatimata Zougrana  | BFA  | 5,41      |
| 4     | Fatou Badji        | SEN  | 5,40 w    |
| 5     | Hanane Kouri       | ALG  | 5,40      |
| 6     | Ajuba Oumede Ochan | ETH  | 5,29      |
| 7     | Souleyma Ghannay   | TUN  | 5,12 w    |
| 8     | Meryam Look        | MAR  | 5,11      |

2. Juli

#### Dreisprung
| Platz | Athletin          | Land | Weite (m) |
| ----- | ----------------- | ---- | --------- |
| 1     | Fatimata Zougrana | BFA  | 12,55 w   |
| 2     | Ajuba Oumede      | ETH  | 11,94     |
| 3     | Fatou Badji       | SEN  | 11,91     |
| 4     | Meryam Look       | MAR  | 11,82     |

30. Juni

#### Kugelstoßen
| Platz | Athletin        | Land | Weite (m) |
| ----- | --------------- | ---- | --------- |
| 1     | Jana Steinman   | RSA  | 13,15     |
| 2     | Yolandi Stander | RSA  | 12,72     |
| 3     | Widad Yesli     | ALG  | 11,68     |
| 4     | Manissa Ayadi   | ALG  | 10,70     |

29. Juni

#### Diskuswurf
| Platz | Athletin           | Land | Weite (m) |
| ----- | ------------------ | ---- | --------- |
| 1     | Yolandi Stander    | RSA  | 49,13     |
| 2     | Katia Hammoumraoui | ALG  | 38,17     |
| 3     | Naila Dehamnia     | ALG  | 35,05     |
| 4     | Jana Steinman      | RSA  | 34,93     |

2. Juli

#### Hammerwurf
| Platz | Athletin            | Land | Weite (m) |
| ----- | ------------------- | ---- | --------- |
| 1     | Samira Addi         | MAR  | 56,29     |
| 2     | Salem Rijaj Essayah | LBY  | 49,09     |
| 3     | Juliane Claire      | MRI  | 45,55     |
| 4     | Azza Diff           | TUN  | 43,94     |

30. Juni

#### Siebenkampf
| Platz | Athletin          | Land | Punkte  |
| ----- | ----------------- | ---- | ------- |
| 1     | Eljonè Kruger     | RSA  | 4850 PB |
| 2     | Afaf Benhadja     | ALG  | 4552    |
| 3     | Souleyma Ghannay  | TUN  | 3718    |
| 4     | Fatimata Zougrana | BFA  | 3672    |

1./2. Juli

## Abkürzungen
| - WR = Weltrekord - WJR = Juniorenweltrekord - OR = olympischer Rekord - YOR = olympischer Jugendrekord - AR = Kontinentalrekord - AJR = Juniorenkontinentalrekord - NR = nationaler Rekord - NJR = nationaler Juniorenrekord - CR = Meisterschaftsrekord - MR = Veranstaltungsrekord | - WB = Weltbestleistung - WJB = Juniorenweltbestleistung - WYB = Jugendweltbestleistung - AB = Kontinentbestleistung - AJB = Juniorenkontinentalbestleistung - AYB = Jugendkontinentalbestleistung - NB = nationale Bestleistung - NJR = nationale Juniorenbestleistung - NYB = nationale Jugendbestleistung | - PB = persönliche Bestleistung - SB = persönliche Saisonbestleistung - QB = Qualifikationsbestleistung - WL = Weltjahresbestleistung - WJL = Juniorenweltjahresbestleistung - WYL = Jugendweltjahresbestleistung - DSQ = disqualifiziert (engl. Disqualified) - DNS = Wettkampf nicht angetreten (engl. Did Not Start) - DNF = Wettkampf nicht beendet (engl. Did Not Finish) |

## Medaillenspiegel
| Platz  | Land         | Gold | Silber | Bronze | Gesamt |
| ------ | ------------ | ---- | ------ | ------ | ------ |
| 01     | Äthiopien    | 13   | 13     | 12     | 38     |
| 02     | Südafrika    | 12   | 4      | 1      | 17     |
| 03     | Algerien     | 4    | 8      | 8      | 20     |
| 04     | Kenia        | 4    | 4      | 2      | 10     |
| 05     | Marokko      | 3    | 4      | 5      | 12     |
| 06     | Simbabwe     | 3    | 3      | 3      | 9      |
| 07     | Tunesien     | 2    | 1      | 3      | 6      |
| 08     | Gambia       | 1    | 1      | 0      | 2      |
| 09     | Burkina Faso | 1    | 0      | 1      | 2      |
| 10     | Botswana     | 0    | 3      | 1      | 4      |
| 11     | Mauritius    | 0    | 2      | 0      | 2      |
| 12     | Senegal      | 0    | 1      | 1      | 2      |
| 13     | Seychellen   | 0    | 0      | 1      | 1      |
| Gesamt | Gesamt       | 43   | 44     | 38     | 125    |